# Lisa Ekdahl
Lisa Ekdahl (Estocolmo, 29 de julio de 1971) es una cantante sueca, que utiliza preferentemente el inglés en sus trabajos jazzísticos y el sueco en los demás. Se caracteriza por un voz aguda y muy suave.

## Biografía
Ekdahl se convirtió en los años noventa en una de las principales figuras del pop sueco, con grandes éxitos como "Vem vet" («Quién sabe») en 1994. Comenzó a cantar jazz en 1990 con el trío del pianista Peter Nordahl. En 1994, su álbum de debut homónimo salió en Suecia y su sencillo "Vem Vet" la convirtió en una superestrella en Escandinavia a la edad de 23 años. Sus siguientes discos fueron Med Kroppen Mot Jorden en 1996 y Bortom Det Bla en 1997. 
El primer esfuerzo en inglés de la cantante fue When Did You Leave Heaven de 1998, que era también su primer disco de jazz y el primer álbum Ekdahl en salir en los EE. UU. Fue un éxito crítico y de ventas en Suecia y toda Europa, pero el álbum recibió algunas críticas negativas de los críticos de jazz estadounidenses, que consideraban que la voz juvenil de Ekdahl no era muy apropiada para su repertorio, olvidando el precedente extraordinario de Blossom Dearie con la que a menudo se la ha comparado. 
El año siguiente publica su segundo álbum en inglés, Back on Earth, que la sitúa como una de las grandes cantantes de jazz contemporáneas. Después de una pausa de dos años en su carrera profesional y un matrimonio con el compositor neoyorquino Salvadore Poe, vuelve a grabar acompañada de su nuevo partener musical y crean un álbum de bossa nova, Lisa Ekdhal sings Salvadore Poe, en 2000, que afirma su madurez musical. En 2001, canta a dúo con Henri Salvador, en la canción « All I Really Want is Love » de su álbum « Chambre avec vue », mientras que su propio álbum Heaven, earth and beyond sale en 2002.
En 2003 colabora con el humorista francés Elie Semoun en « La minute de silence ». Su siguiente disco En samling sånger, es una compilación de canciones en sueco que incluye cuatro nuevos temas y marca su retorno a Suecia, que prosigue con Olyckssyster  y Pärlor av Glas en 2006.

## Discografía

### Álbumes de estudio como solista
| 1994                                                                                   | Lisa Ekdahl - Primer álbum de estudio - Lanzamiento: 21 de febrero de 1994. - Discográfica: EMI. - Formatos: Casete (CS) y CD - Calificación de Allmusic: | —  | —  | —   | 1  | 1  | Platino |
| 1996                                                                                   | Med kroppen mot jorden - Lanzamiento: 25 de marzo de 1996. - Discográfica: BMG/RCA. - Formatos: CD - Calificación de Allmusic:                            | —  | —  | —   | 6  | 1  | Oro     |
| 1997                                                                                   | Bortom det blå - Lanzamiento: 31 de octubre de 1997. - Discográfica: BMG/RCA. - Formatos: CD - Calificación de Allmusic:                                  | —  | —  | —   | 12 | 6  | Oro     |
| 1999                                                                                   | Sings Salvadore Poe - Lanzamiento: 29 de noviembre de 1999. - Discográfica: BMG/RCA. - Formatos: CD - Calificación de Allmusic:                           | 30 | —  | 41  | 11 | 20 |         |
| 2004                                                                                   | Olyckssyster - Lanzamiento: 8 de septiembre de 2004. - Discográfica: BMG/RCA. - Formatos: CD y descarga digital (DD) - Calificación de Allmusic:          | 6  | 21 | —   | 16 | 1  | Oro     |
| 2006                                                                                   | Pärlor av glas - Lanzamiento: 16 de enero de 2006. - Discográfica: BMG/RCA. - Formatos: CD y DD - Calificación de Allmusic:                               | 3  | 21 | —   | 24 | 1  |         |
| 2009                                                                                   | Give Me That Slow Knowing Smile - Lanzamiento: 19 de marzo de 2009. - Discográfica: BMG/RCA. - Formatos: CD y DD - Calificación de Allmusic:              | 6  | —  | 31  | 16 | 7  |         |
| 2014                                                                                   | Look to Your Own Heart - Lanzamiento: 27 de octubre de 2014. - Discográfica: Sony. - Formatos: CD y DD - Calificación de Allmusic:                        | 23 | —  | 128 | —  | —  |         |
| 2017                                                                                   | När Alla Vägar Leder Hem - Lanzamiento: 17 de febrero de 2017. - Discográfica: Sony. - Formatos: LP, CD y DD - Calificación de Allmusic:                  | —  | —  | —   | —  | 2  |         |
| 2018                                                                                   | More of the Good - Lanzamiento: 9 de noviembre de 2018. - Discográfica: Sony. - Formatos: LP, CD y DD - Calificación de Allmusic:                         | —  | —  | —   | —  | 35 |         |
| 2021                                                                                   | Grand Songs - Lanzamiento: 8 de octubre de 2021. - Discográfica: Sony. - Formatos: LP, CD y DD.                                                           | —  | —  | —   | —  | —  |         |
| «—» indica que el álbum no alcanzó posición alguna o no fue lanzado en ese territorio. | |    |    |     |    |    |         |

### Álbumes de estudio junto al Peter Nordahl Trío
| 1997                                                                                   | When Did You Leave Heaven - Lanzamiento: 7 de enero de 1997. - Discográfica: BMG/RCA. - Formatos: CD - Calificación de Allmusic: | — | — | 96 | 35 | 25 |     |
| 1998                                                                                   | Back to Earth - Lanzamiento: 7 de septiembre de 1998. - Discográfica: BMG/RCA. - Formatos: CD - Calificación de Allmusic:        | — | — | 49 | —  | 10 | Oro |
| «—» indica que el álbum no alcanzó posición alguna o no fue lanzado en ese territorio. | |   |   |    |    |    |     |

### Álbumes en vivo
| 2011                                                                                   | Lisa Ekdahl at the Olympia, Paris - Lanzamiento: 4 de abril de 2011. - Discográfica: BMG/RCA. - Formatos: CD y DVD - Calificación de Allmusic: | — | — | — | — | 49 |  |
| «—» indica que el álbum no alcanzó posición alguna o no fue lanzado en ese territorio. | |   |   |   |   |    |  |

### Álbumes recopilatorios
| 2002                                                                                   | Heaven, Earth and Beyond - Primer álbum recopilatorio - Lanzamiento: 13 de noviembre de 2002. - Discográfica: BMG/RCA. - Formatos: CD - Calificación de Allmusic: | — | — | 72 | —  | —  |     |
| 2003                                                                                   | En samling sånger - Segundo álbum recopilatorio - Lanzamiento: 9 de octubre de 2003. - Discográfica: BMG/RCA. - Formatos: CD y DD - Calificación de Allmusic:     | 4 | — | —  | 13 | 15 | Oro |
| «—» indica que el álbum no alcanzó posición alguna o no fue lanzado en ese territorio. | |   |   |    |    |    |     |